# Viestintävirasto

Logo

Viestintävirasto (schwedisch Kommunikationsverket, englisch Finnish Communications Regulatory Authority, kurz FICORA) ist die finnische Regulierungsbehörde für den finnischen Telekommunikations- und Postmarkt. Sie hat ihren Sitz in Helsinki. Die FICORA ist Mitgliedsverwaltung der CEPT.
Gemäß dem Jahresbericht 2010 hatte die Kommunikationsregulierungsbehörde 234 fest angestellte Mitarbeiter. Generaldirektorin der FICORA ist Asta Sihvonen-Punkka.

## Regulierungsziele der Viestintävirasto
Die Regulierungsziele sind:
- Sichere Informationsgesellschaft
- Effektive elektronische Kommunikation
- Ausreichende und störungsfreie Infrastrukturressourcen für elektronische Kommunikation
- Effektiv funktionierende Telekommunikationsmärkte
- Hohe Qualität der Kommunikationsdienste
- Vielfältige elektronische Medien

Bei der Regulierungstätigkeit berücksichtigt die FICORA auch zunehmend Umweltbelange. 